# Roya Klingner
Roya Klingner (* 30. Dezember 1970 in Teheran, Iran) ist eine iranische Kinderbuchautorin, Illustratorin sowie Leiterin und Gründerin des Begabungszentrums Bayern.

## Leben
Roya Klingner wurde als viertes und jüngstes Kind der Familie in Teheran geboren. Ihr Vater war ein General in der iranischen Armee, die Mutter war Lehrerin. 1977 wurde sie an einer Schule für hochbegabte Kinder, unter der Leitung von Iraj Broomand aufgenommen. Ihre Kindheit war geprägt durch die Islamische Revolution im Iran und den 1. Golfkrieg. Im Oktober 1986 emigrierte Klingner nach Österreich. Zuerst nahm sie ein Studium der Medizin an der Universität Wien auf, wechselte dann aber an die Pädagogische Akademie des Bundes in Wien. Klingner hat ein Diplom als Specialist for Gifted Education der Universität Nijmegen in den Niederlanden. Seit November 2007 lebt sie in Deutschland. Am 1. November 2008 gründete sie das Begabungszentrums Bayern in Freising und verwirklichte damit einen Kindheitstraum. Klingner war deutsche Delegierte im World Council for Gifted and Talented Children (2005–2015). Sie ist Mitglied im General Committee European Council for High Ability (2012–2014), der International Research Association for Talent Development and Excellence, der SENG Liaisons
sowie der Society of Children’s Book Writers and Illustrators.

## Veröffentlichungen
- Dandelina. A.T.-Edition, Münster 2009, ISBN 978-3-89781-148-5.
- mit Monita Leavitt: Let it Flow. Lit-Verlag, Münster 2014, ISBN 978-3-643-90513-0 (englisch).
- Make them Shine. Lit-Verlag, Münster 2015, ISBN 978-3-643-90639-7 (englisch).
- Creativity in Gifted Children. Nova Science Publishers, New York 2016, ISBN 978-1-63485-410-8 (englisch).
- Gifted Underachiever. Nova Science Publishers, New York 2017, ISBN 978-1-5361-2396-8 (englisch).
- Leadership in Gifted Education. Nova Science Publishers, New York 2018, ISBN 978-1-53614-287-7 (englisch).
- Twice Exceptional Children and their Challenges to Deal with Normality, MDPI, (englisch)
- Parenting Gifted Children in Different Countries. Eliva Press (28 Jun. 2022), ISBN 978-9994980987 (englisch)